# Gorgoniceps
Gorgoniceps is een geslacht van schimmels uit de familie Helotiales. De familie is nog niet eenduidig bepaald (incertae sedis).

## Soorten
Volgens Index Fungorum bevat het geslacht 28 soorten (peildatum februari 2022):
| Soortnaam                               | Auteur(s)                  | Publicatiejaar |
| --------------------------------------- | -------------------------- | -------------- |
| Gorgoniceps arctica                     | Raitv.                     | 2008           |
| Gorgoniceps aridula (Dennentolbekertje) | (P. Karst.) P. Karst.      | 1871           |
| Gorgoniceps baccharidis                 | Rehm                       | 1909           |
| Gorgoniceps barbilophoziae              | Racov.                     | 1949           |
| Gorgoniceps boltonii                    | (W. Phillips) Dennis       | 1971           |
| Gorgoniceps brasiliensis                | Henn.                      | 1899           |
| Gorgoniceps candida                     | Speg.                      | 1909           |
| Gorgoniceps carneola                    | (Penz. & Sacc.) Keissl.    | 1937           |
| Gorgoniceps charnwoodensis              | Graddon                    | 1980           |
| Gorgoniceps clelandii                   | Hansf.                     | 1954           |
| Gorgoniceps delicatula                  | (Fuckel) Höhn.             | 1923           |
| Gorgoniceps dinemasporioides            | (Ellis & Everh.) Sacc.     | 1889           |
| Gorgoniceps hypothallosa                | Svrček                     | 1984           |
| Gorgoniceps kuitoensis                  | Henn.                      | 1903           |
| Gorgoniceps kuitonsis                   | Henn.                      | 1902           |
| Gorgoniceps laricina                    | Velen.                     | 1939           |
| Gorgoniceps marginata                   | Petch                      | 1925           |
| Gorgoniceps micrometra                  | (Berk. & Broome) Sacc.     | 1889           |
| Gorgoniceps moelleriana                 | Henn.                      | 1902           |
| Gorgoniceps montanensis                 | (Kanouse) Seaver           | 1951           |
| Gorgoniceps ontariensis                 | (Rehm) Höhn.               | 1926           |
| Gorgoniceps phragmospora                | Speg.                      | 1909           |
| Gorgoniceps pumilionis                  | (Rehm) Rehm                | 1892           |
| Gorgoniceps rubicola                    | (Pat.) Sacc.               | 1895           |
| Gorgoniceps taveliana                   | Rehm                       | 1892           |
| Gorgoniceps tremellina                  | (Bonord.) Sacc. & Traverso | 1910           |
| Gorgoniceps vernoniicola                | (Henn.) Bat.               | 1960           |
| Gorgoniceps viridula                    | Huhtinen & Iturr.          | 1987           |